# Цимла
Река Цимла́ е десен приток на река Дон. Протича през територията на Ростовска и на Волгоградска област.
На тази река е изграден голям язовир, известен като Цимлянско водохранилище. Със сраженията при Цимла и Чир практически е започнала битката за Сталинград.